# Sasakia splendens
Sasakia splendens är en fjärilsart som beskrevs av Hans Ferdinand Emil Julius Stichel 1908. Sasakia splendens ingår i släktet Sasakia och familjen praktfjärilar. Inga underarter finns listade i Catalogue of Life.